# Домб-Польський
Домб-Польський (пол. Dąb Polski, нім. Klein Dembe) — село в Польщі, у гміні Влоцлавек Влоцлавського повіту Куявсько-Поморського воєводства.
Населення — 66 осіб (2011).
У 1975-1998 роках село належало до Влоцлавського воєводства.

## Демографія
Демографічна структура станом на 31 березня 2011 року:
|          | Загалом | Допрацездатний вік | Працездатний вік | Постпрацездатний вік |
| -------- | ------- | ------------------ | ---------------- | -------------------- |
| Чоловіки | 33      | 3                  | 28               | 2                    |
| Жінки    | 33      | 3                  | 22               | 8                    |
| Разом    | 66      | 6                  | 50               | 10                   |